# Xã Goldfield, Quận Bowman, Bắc Dakota
Xã Goldfield (tiếng Anh: Goldfield Township) là một xã thuộc quận Bowman, tiểu bang Bắc Dakota, Hoa Kỳ. Năm 2010, dân số của xã này là 35 người.